# Kevin De Jonghe
Kevin De Jonghe (né le 4 décembre 1991 à Rumst) est un coureur cycliste belge.

## Biographie
Lors de la saison 2009, il s'illustre en étant l'un des meilleurs cyclistes belges de sa catégorie. Bon rouleur, il devient champion de Belgique du contre-la-montre et termine cinquième du championnat d'Europe, mais également sixième du championnat du monde dans cette discipline. Il remporte par ailleurs le Grand Prix Bati-Metallo, le Circuit Mandel-Lys-Escaut juniors ainsi qu'une étape du Giro della Lunigiana.  
En 2011, il se classe septième du championnat d'Europe du contre-la-montre chez les espoirs (moins de 23 ans). L'année suivante, il s'impose sur le Tour du Brabant flamand et le championnat de Belgique du contre-la-montre espoirs. Il court ensuite durant trois années au sein de l'équipe continentale professionnelle Topsport Vlaanderen. Blessé à plusieurs reprises, il subit une opération de la hanche. Il n'est pas conservé par ses dirigeants à l'issue de la saison 2014. 
En 2015, il rejoint l'équipe continentale Cibel avec un statut d'élite sans contrat,. Après une bonne saison 2017, il retrouve un contrat professionnel en 2018 au sein de la formation Tarteletto-Isorex.

## Palmarès
- 2008[4]
  - 2eb étape de l'Étoile des Ardennes flamandes
  - 2e du championnat de Belgique du contre-la-montre juniors
  - 2e de Remouchamps-Ferrières-Remouchamps
  - 3e de l'Étoile des Ardennes flamandes
- 2009
  -  Champion de Belgique du contre-la-montre juniors
  - 4e étape du Giro della Lunigiana
  - Grand Prix Bati-Metallo
  - Sparkassen Münsterland Tour :
    - Classement général
    - 1re et 2e (contre-la-montre) étapes

  - Circuit Mandel-Lys-Escaut juniors
  - 5e du championnat d'Europe du contre-la-montre juniors
  - 6e du championnat du monde du contre-la-montre juniors
- 2010
  - Champion de la province d'Anvers du contre-la-montre espoirs
  - 2e étape du Tour de Namur
  - 9e du championnat d'Europe du contre-la-montre espoirs
- 2011
  -  Champion de Belgique du contre-la-montre espoirs
  - Tour du Brabant flamand :
    - Classement général
    - 3e étape (contre-la-montre)

  - 7e du championnat d'Europe du contre-la-montre espoirs
- 2016
  - Arden Challenge :
    - Classement général
    - 2e étape

  - Tour de Liège :
    - Classement général
    - 1re et 3e étapes

  - 2e du championnat de Belgique du contre-la-montre élites sans contrat
- 2017
  - Champion de la province d'Anvers du contre-la-montre
  - 3e étape du Tour de Savoie Mont-Blanc
  - 4e étape du Tour de Liège
  - 2e du championnat de Belgique du contre-la-montre élites sans contrat
  - 3e du Tour de Taïwan

## Classements mondiaux
| Année                                 | 2016  | 2017  | 2018  |
| ------------------------------------- | ----- | ----- | ----- |
| Classement mondial                    | 2422e | 762e  | 2289e |
| UCI Europe Tour                       | 1609e | 1079e | 1768e |
| UCI Asia Tour                         | nc    | 106e  | 586e  |
|                                       |       |       |       |
| Légende : nc = non classéSource : UCI |       |       |       |